# Emblemaria atlantica
Emblemaria atlantica là một loài cá trong họ Chaenopsidae được tìm thấy trong các rạn san hô ở phía tây Đại Tây Dương. Chúng có thể đạt chiều dài tối đa 7,5 cm.